# Nin Xanh (bang)
Nin Xanh (tiếng Ả Rập: النيل الأزرق; Chuyển tự Ả Rập: an-Nyl al-Azraq; được gọi là Trung Al Wustá thời kỳ 1991—1994) là một trong 15 bang của Sudan, giáp biên giới với bang Thượng Nin của Nam Sudan và vùng Benishangul-Gumuz của Ethiopia. Bang được thành lập theo Sắc lệnh Tổng thống Số 3 vào năm 1992 và được đặt tên theo Sông Nin Xanh. Bang có diện tích 45.844 km² và dân số ước tính là 1.193.293 người. Cụ Thống kê Trung ương ước tính dân số là 696.000 năm 2003. Ad-Damazin thủ phủ của bang. Có 6 khu vực tại bang là: Ad-Damazin, Baw, Geissan, Kurmuk, Roseires và Tadamon. Bang Nin Xanh sở hữu đập Roseires, vốn là nguồn thủy điện chính của Sudan cho đến khi hoàn thành đập Merowe năm 2010.
Bang Nin Xanh có khoảng 40 dân tộc khác nhau. Kinh tế bang chủ yếu phụ thuộc vào nông nghiệp trong khi ngành khai mỏ đang phát triển. Năm 2011, cư dân bang Nin Xanh dự kiến sẽ tổ chức "hỏi ý kiến nhân dân" để quyết định tương lai của bang.